# Acridoderes
Acridoderes is een geslacht van rechtvleugeligen uit de familie veldsprinkhanen (Acrididae). De wetenschappelijke naam van dit geslacht is voor het eerst geldig gepubliceerd in 1889 door Bolívar.

## Soorten
Het geslacht Acridoderes omvat de volgende soorten:
- Acridoderes arthriticus Serville, 1838
- Acridoderes coerulans Karny, 1907
- Acridoderes crassus Bolívar, 1889
- Acridoderes laevigatus Bolívar, 1911
- Acridoderes renkensis Karny, 1907
- Acridoderes sanguinea Sjöstedt, 1929
- Acridoderes strenua Walker, 1870
- Acridoderes uvarovi Miller, 1925